# Cambiador

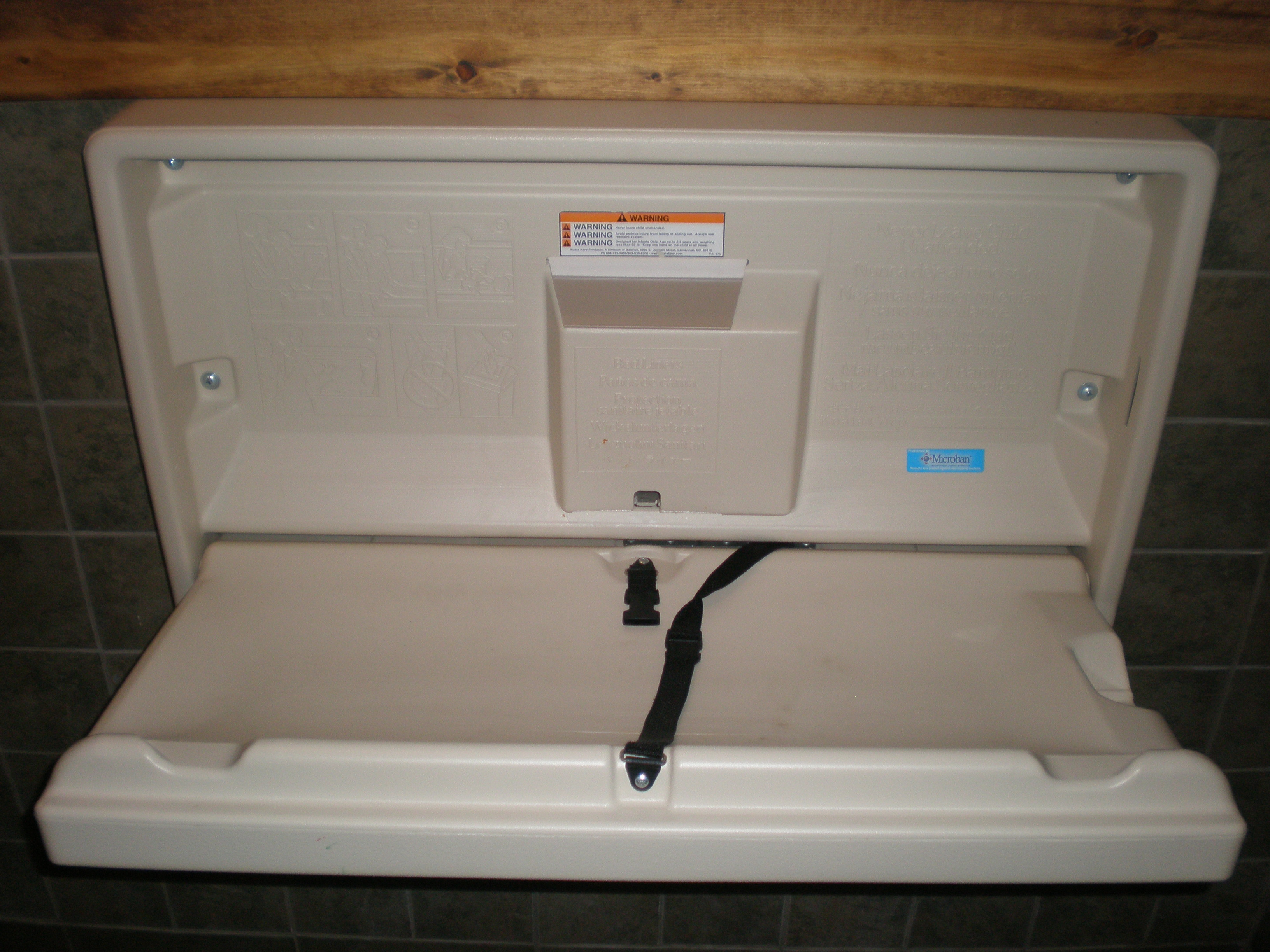
Un cambiador en un establecimiento público.

Un cambiador o mudador es una manta pequeña, de tela o plástico,  o una pequeña plataforma elevada sobre la que se cambia el pañal a los bebés.
El cambiador tradicional está formado por un bloque de espuma de poliuretano forrado de plástico y por lo tanto, fácilmente lavable. Se asienta sobre un soporte metálico de tijera que incorpora una bandeja inferior portaobjetos, toallero y bolsillos laterales para meter el peine o el jabón. Algunos cambiadores incluyen la bañerita para el bebé bajo una plataforma de cambio abatible. 
Los cambiadores más sencillos son portátiles y consisten en un simple bloque de espuma plastificado o con funda de rizo que se coloca sobre la mesa o una superficie lisa. También tienen bolsillos para llevar los artículos de aseo y se guarda plegado como una toalla o una maletita.
Existen portales de referencia en internet , para que puedas elegir el mejor cambiador de bebé Online